# Yu (kana)
Yu (romanização do hiragana ゆ ou katakana ユ) é um dos kana japoneses que representam um mora. No sistema moderno da ordem alfabética japonesa (Gojūon), ele ocupa a 37.ª posição do alfabeto, entre Ya e Yo.
Na sua forma pequena e acompanhado por um kana -i (ki, shi, chi...), este kana representa não um som separado mas uma modificação do kana -i (kyu, shu...) (ver yōon).
| Forma                   | Romaji | Hiragana        | Katakana        |
| ----------------------- | ------ | --------------- | --------------- |
| Normal y- (や行 ya-gyō) | yu     | ゆ              | ユ              |
| Normal y- (や行 ya-gyō) | yuu yū | ゆう, ゆぅ ゆー | ユウ, ユゥ ユー |

## Formas alternativas
No Braile japonês, ゆ ou ユ são representados como:
| － | ●  |
| － | － |
| ●  | ●  |

O Código Morse para ゆ ou ユ é: －・・－－

## Traços

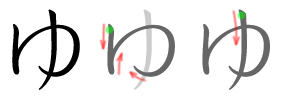
Seqüência de traços para escrita do ゆ

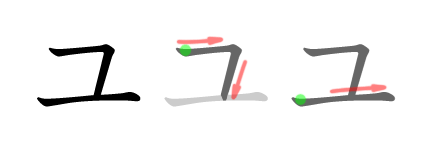
Seqüência de traços para escrita do ユ